# Abaj (stacja metra)

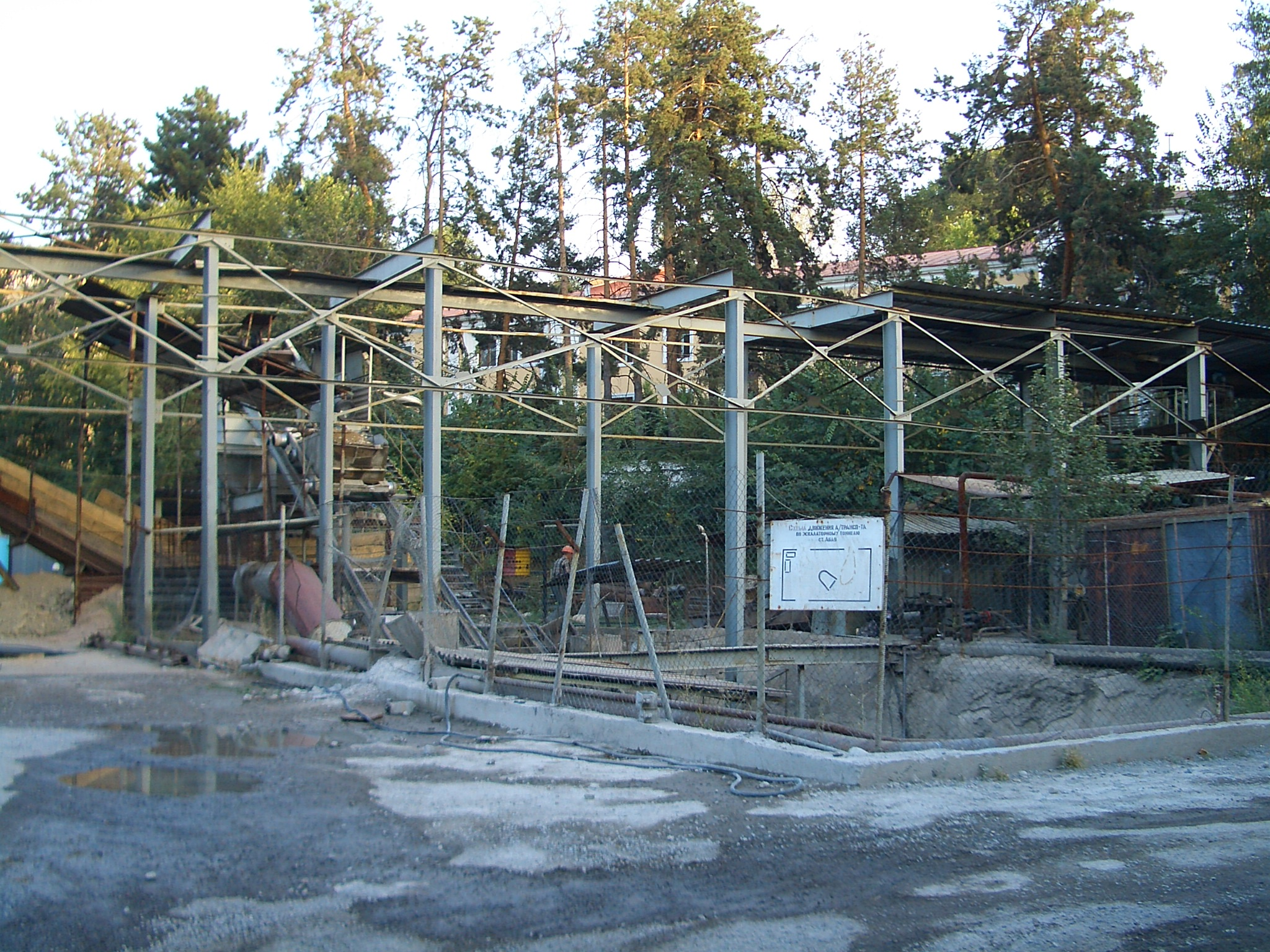
Stacja Abaj podczas budowy

Abai (kaz. Абай) – stacja metra w Ałmaty w Kazachstanie.
Jest to jedna z siedmiu stacji na czerwonej linii. Otwarcie stacji nastąpiło 1 grudnia 2011 r.